# Takeshi Obata
Takeshi Obata (jap. 小畑 健 Obata Takeshi) (ur. 11 lutego 1969 r. w Niigacie) – japoński mangaka, najbardziej znany ze współautorstwa Hikaru no go oraz Death Note.
Zdobywca wielu nagród, m.in. Nagrody Tezuki za jego one-shot 500 Kōnen no Kaiwa (1985), Nagrody Shōgakukan Manga (2000) oraz Nagrody Kulturalnej im. Osamu Tezuki (2003) za Hikaru no go.

## Twórczość
- Cyborg Jii G-chan (CyborgじいちゃんG (サイボーグじいちゃんジー)
- Arabian Majin Bokentan Lampa Lampa z Susumu Sendo (pisarz)
- Oni Rikito Densetsu-y mono-Tsugu z Masaru Miyazaki (pisarz)
- Karakurizoshi Ayatsuri Sakon z Sharaku Marou (pisarz)
- Hikaru no go z Yumi Hotta (pisarz) – nadzorowane przez Yukari Yoshihara (5 dan)
- Death Note z Tsugumi Ōba (pisarz)
- Blue Dragon Ral Grad z Tsuneo Takano (pisarz)
- Hello Baby z Masanori Morita (pisarz)
- Uro-oboe Ouroboros z Nisio Isin (pisarz)
- Castlevania Judgment (projektowanie postaci)
- Bakuman z Tsugumi Ōba (pisarz)
- All You Need Is Kill z Ryosuke Takeuchi (pisarz)